# کاندلا پنیا
کاندلّا پـِنیا (اسپانیایی: Candela Peña‎؛ زادهٔ ۱۴ ژوئیهٔ ۱۹۷۳) بازیگر اهل اسپانیا است.
او بابت هنرنمایی‌هایش و پس از چندین بار نامزدی، سرانجام در سال ۲۰۰۳ میلادی، برندهٔ جایزه گویا شد.
از فیلم‌هایی که وی در آن نقش داشته است، می‌توان به وقت تنگ است، دهان‌به‌دهان، کیکی، عشق‌بازی، شاهزاده‌ها، ایه‌رو، همه چیز درباره مادرم، سلام، تنهایی؟، تورِمولینوس ۷۳، یک تپانچه در هر دست و چشم‌هایم برای تو اشاره کرد.